# Opération Thursday

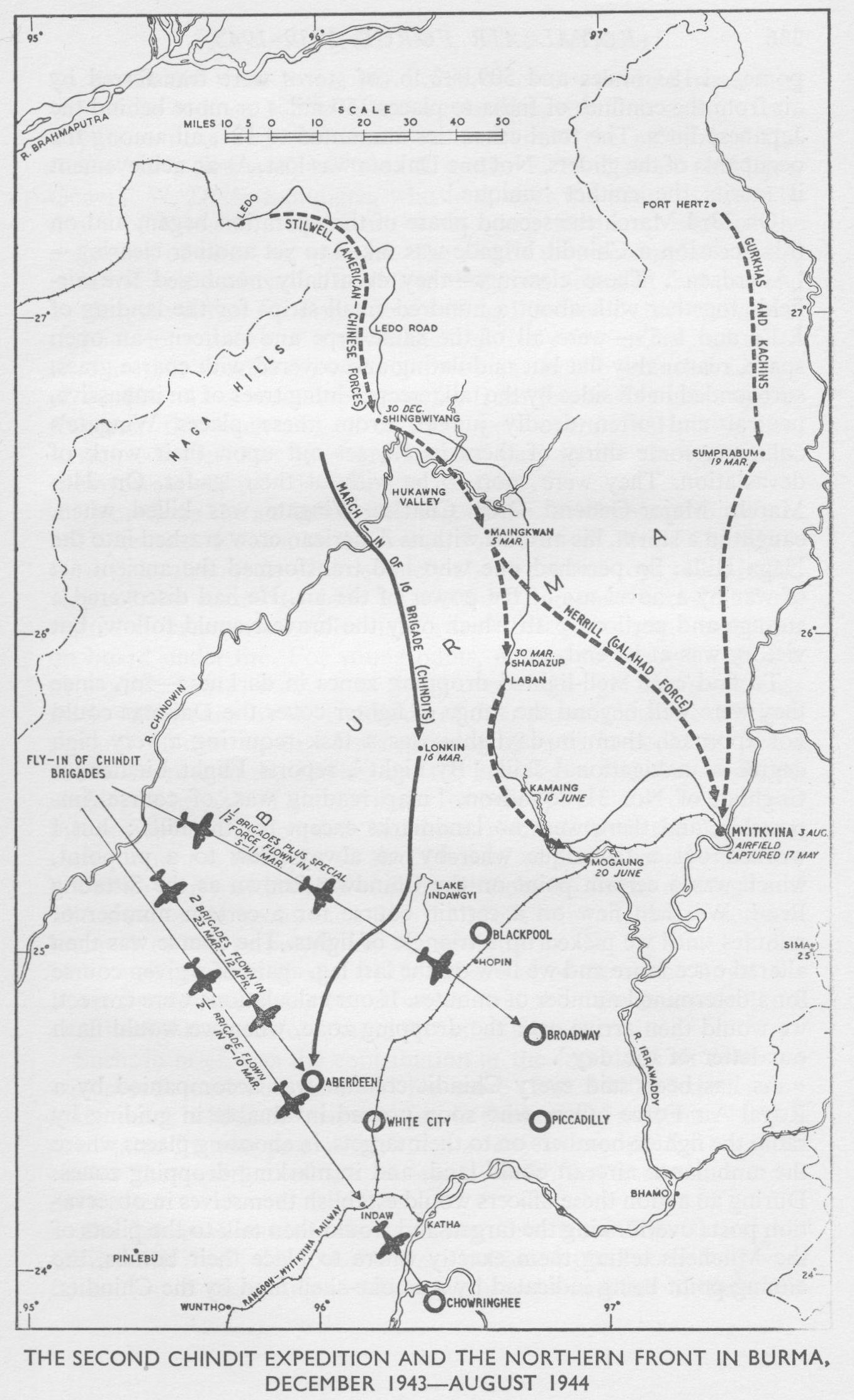
Carte de l'opération Thursday.

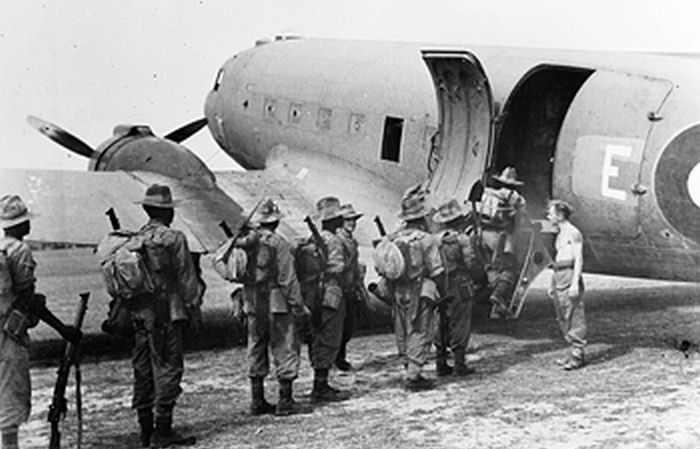
troupes du Régiment Nigérien, de la 3e brigade ouest africaine (Thunder), embarquant dans un Dakota de la RAF

 (août 2017).
Si vous disposez d'ouvrages ou d'articles de référence ou si vous connaissez des sites web de qualité traitant du thème abordé ici, merci de compléter l'article en donnant les références utiles à sa vérifiabilité et en les liant à la section « Notes et références ».
L'opération Thursday est une opération militaire de la Seconde Guerre mondiale, menée par les Chindits dans la jungle de Birmanie entre février et août 1944.
L'opération reposait sur le largage par planeurs de six brigades, soit environ 20 000 soldats spécialement formés aux opérations de pénétration à long portée, environ 150 km derrière les lignes japonaises dans un triangle de 150 à 200 km de côté entre Indaw, Mogaung et Bhamo. 
Elle visait à perturber les lignes logistiques de l'Armée impériale japonaise en Birmanie, préparer une offensive des troupes conventionnelles depuis l'Inde et créer un sentiment d'insécurité pour l'état-major et les troupes japonaises.
L'opération se révélera d'une grande complexité et d'une extrême difficulté pour les troupes impliquées, notamment en raison de la dépendance à un ravitaillement parachuté précaire ainsi que des conditions drastiques de la jungle birmane, les taux de pertes au combat et par maladie furent extrêmement élevés.